# Junio Valverde
Junio Valverde, né Junio Valverde Gimeno le 28 mai 1990 à Madrid en Espagne, est un acteur espagnol.

## Filmographie

### Cinéma
- 2001 : L'Échine du Diable (El Espinazo del diablo) de Guillermo del Toro : Santi
- 2005 : Vie et Couleur (Vida y color) de Santiago Tabernero : Fede
- 2005 : La semana que viene (sin falta) de Josetxo San Mateo : Lucas
- 2008 : Shiver (Eskalofrío) de Isidro Ortiz : Santi
- 2008 : À la carte (Fuera de carta) de Nacho G. Velilla : Edu
- 2010 : Cruzando el límite de Xavi Giménez

### Courts-métrages
- 1999 : Esconde la mano
- 2001 : …ya no puede caminar de Luiso Berdejo : Pacheco
- 2002 : El hombre del saco de Miguel Ángel Vivas : Nemo
- 2002 : El hijo de John Lennon de Federico Alba
- 2003 : El viaje de Toni Bestard : Luismi
- 2004 : Siete de Arturo Ruiz
- 2004 : Ratas de Javier Pulido : Andrés
- 2005 : El hombre que no mató a Liberty Valance de Antonio de Prada
- 2006 : For(r)est in the Des(s)ert de Luiso Berdejo : Andy
- 2007 : Hikikomori de Ivan Rivas
- 2010 : 17 del 7 de Silvestre García
- 2010 : El orden de las cosas de César Esteban Alenda et José Esteban Alenda : Marquitos - 18

### Télévision

#### Séries télévisées
- 2000-2004 : Hospital Central : Sergio / Nicolás
- 2001 : Policías, en el corazón de la calle
- 2003 : Un lugar en el mundo
- 2005 : Al filo de la ley : Juanjo
- 2006 : Genesis : L'Origine du crime (Génesis, en la mente del asesino) : Ángel Lagasca
- 2006 : El comisario : Oscar Pastor
- 2009 : U.C.O. : Jesús
- 2009 : Tierra de lobos : Román Bravo

#### Téléfilms
- 2005 : Los recuerdos de Alicia de Manuel Estudillo : Elías